# نویس (شهر)
نویس (به آلمانی: Neuß) یک شهر در آلمان است که در نوردراین-وستفالن واقع شده‌است.

## خصوصیات
نویس ۹۹٫۴۸ کیلومترمربع مساحت دارد و ۳۰–۶۷ متر بالاتر از سطح دریا واقع شده‌است.

## خواهرخوانده
شهرهای پسکوف، رییکا، شالون-آن-شامپاین، سنت پل، مینه‌سوتا و نوشهر (ترکیه) خواهرخوانده‌های نویس هستند.

## نگارخانه

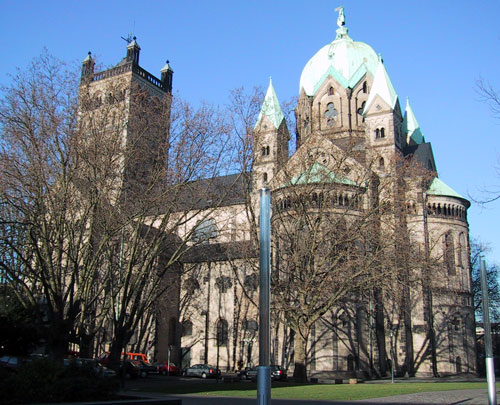
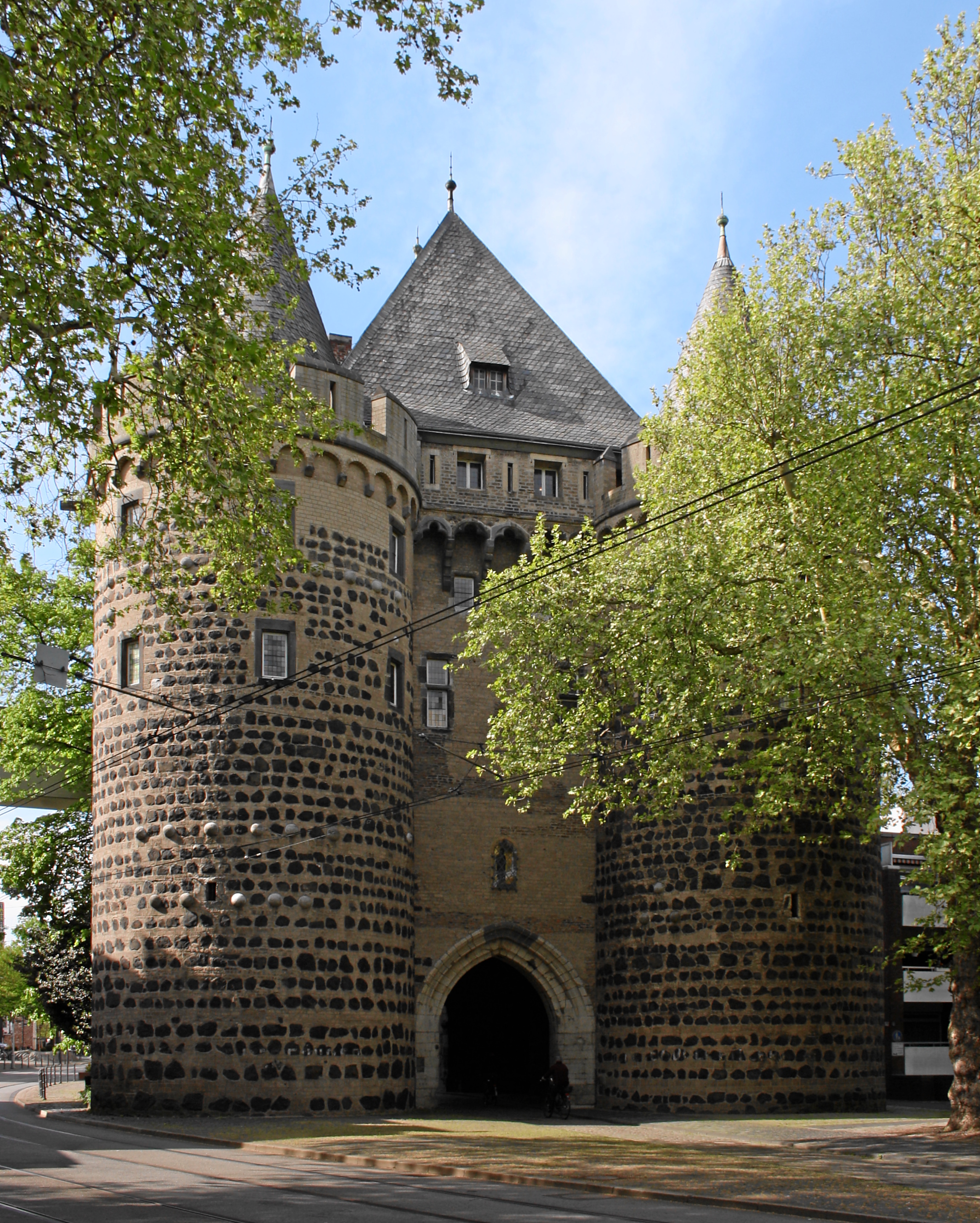
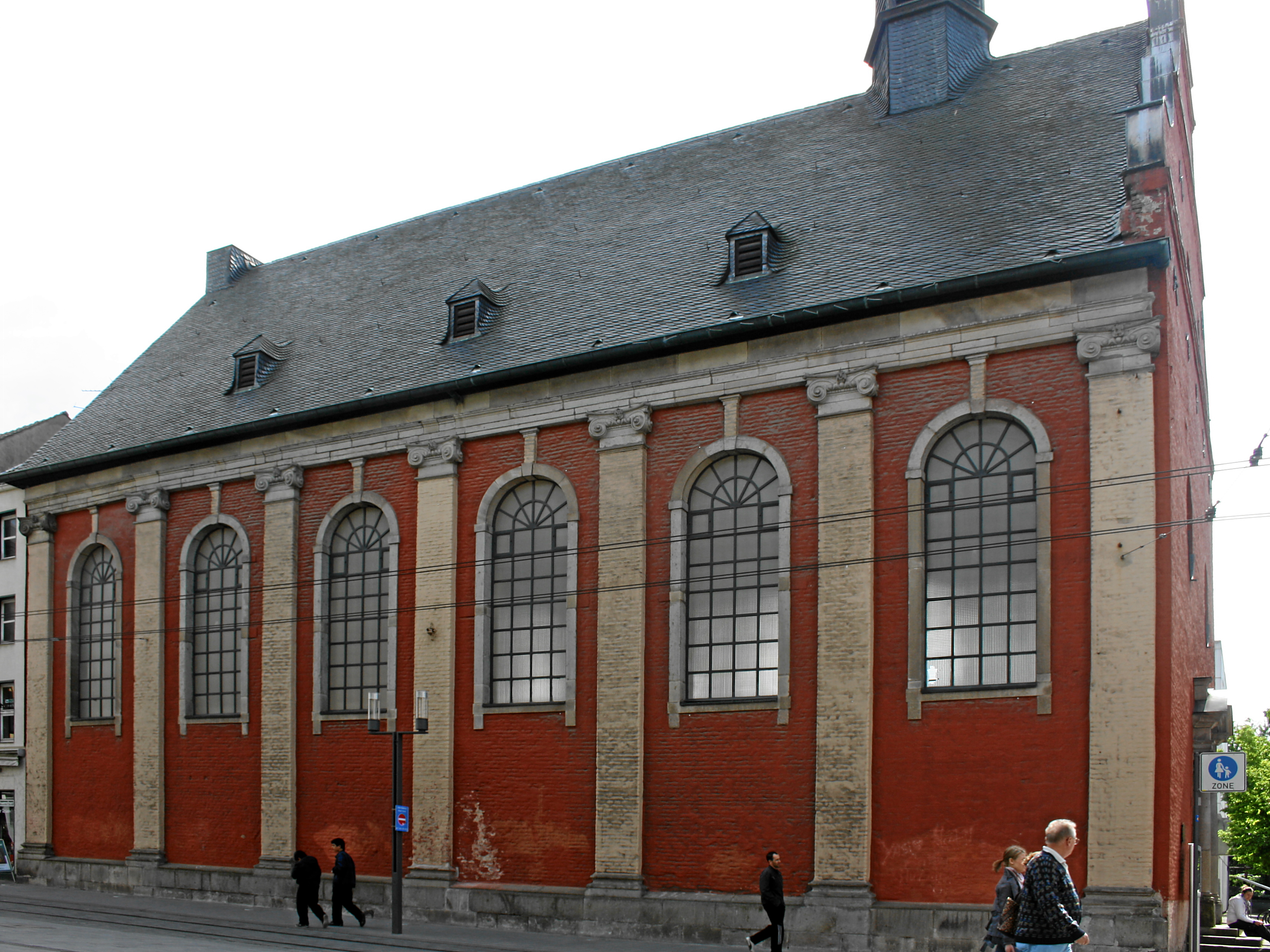
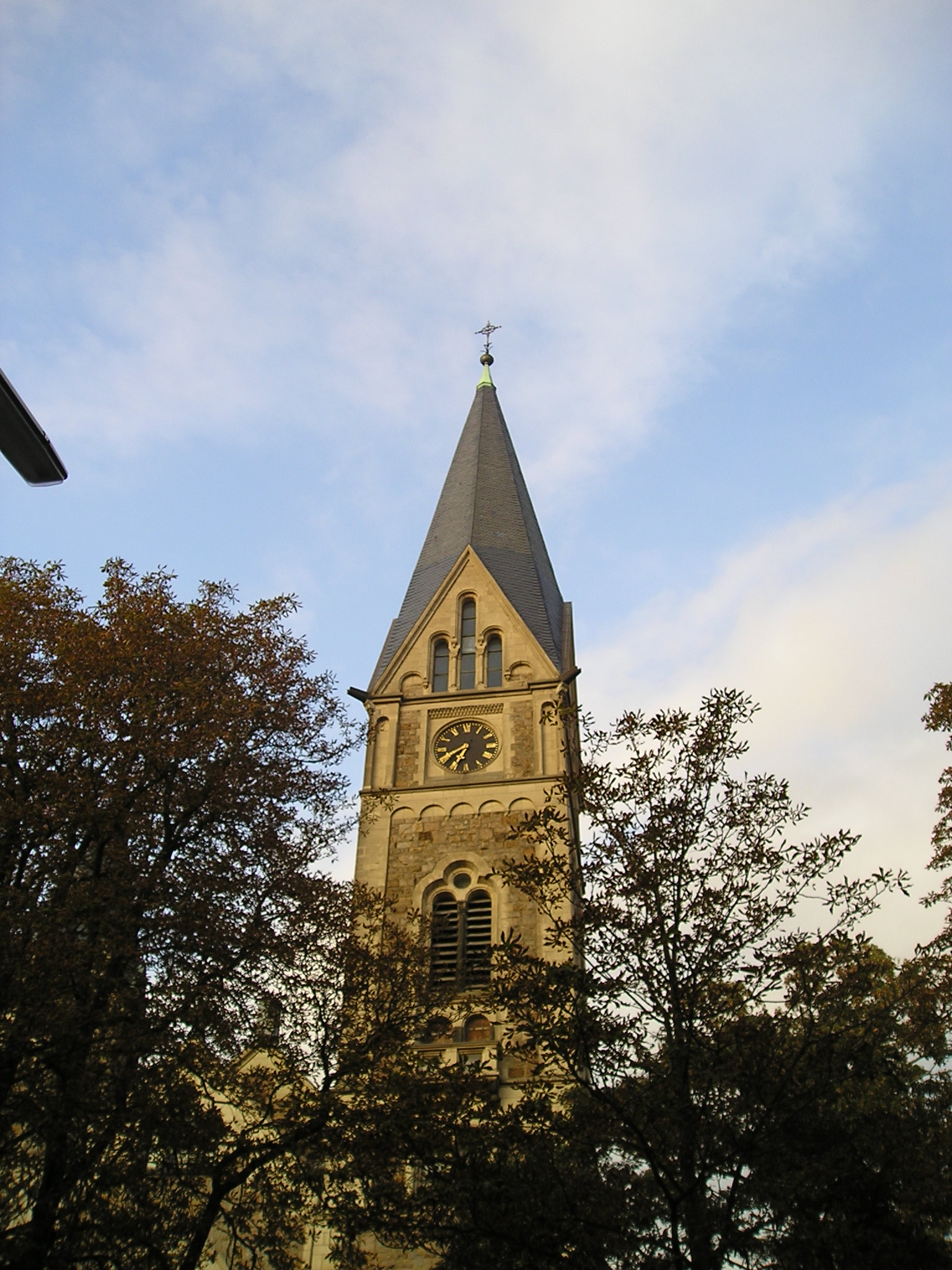
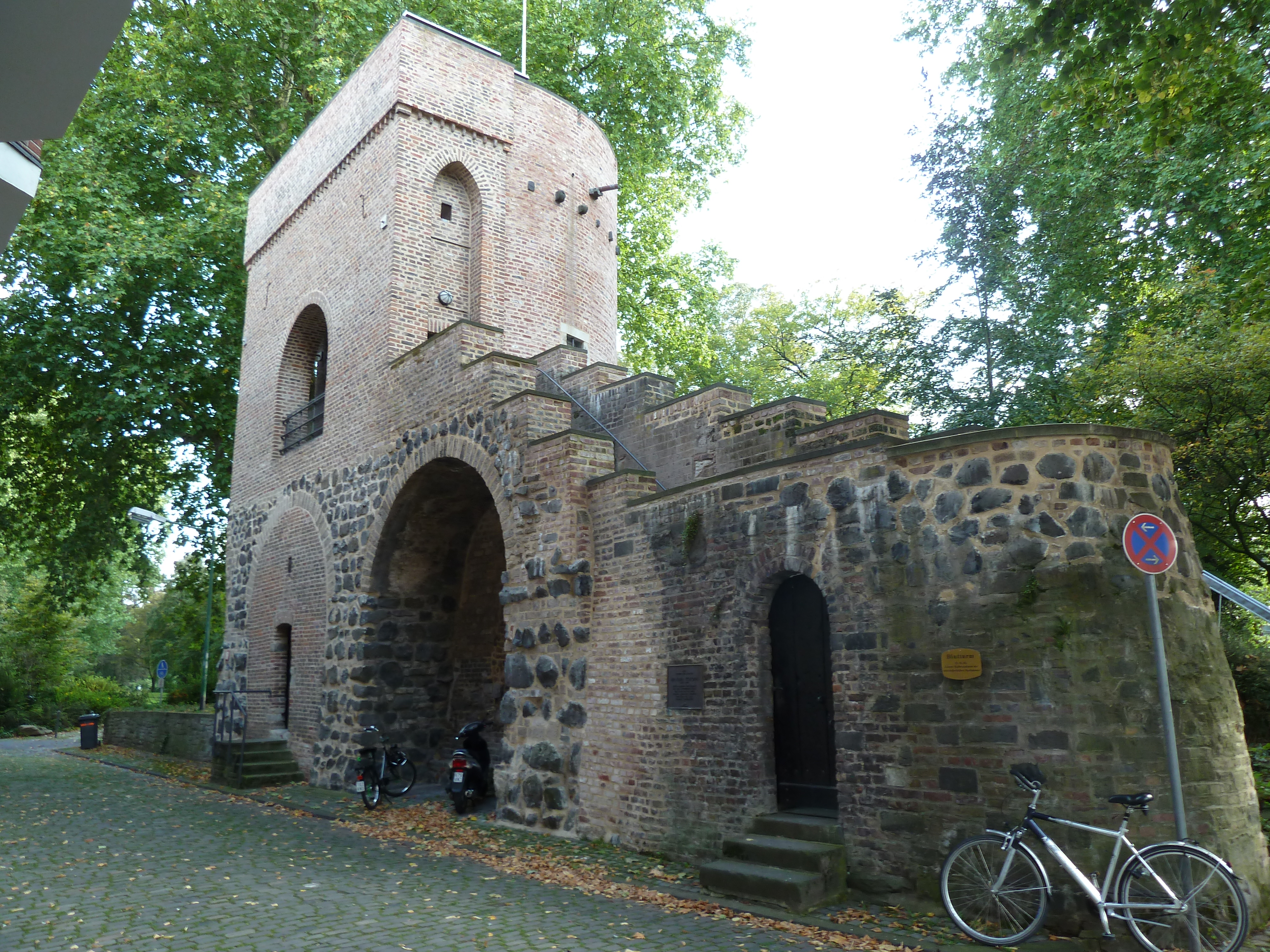